# Maribel Martín
Maribel Martín, née à Madrid le 1er novembre 1954, est une actrice espagnole, notamment connue pour ses rôles dans des films d'horreur dans les années 1970. Elle co-produit El viaje a ninguna parte de Fernando Fernán Gómez (Goya du meilleur film).

## Filmographie sélective
- 1963 : Une famille explosive de Fernando Palacios - Sabina
- 1964 : Le Chemin de Ana Mariscal - La Uca
- 1966 : Fantasa... 3 de Eloy de la Iglesia : Silvia
- 1966 : Colorado de Sergio Sollima - Sarah
- 1970 : La Résidence (La residencia) de Narciso Ibáñez Serrador - Isabelle
- 1972 : La cera virgen de José María Forqué : Paula
- 1972 : La Mariée sanglante (La novia ensangrentada) de Vicente Aranda - Susan
- 1973 : La Cloche de l'enfer de Claudio Guerín (et Juan Antonio Bardem) - Esther
- 1973 : Roses rouges et Piments verts de Francisco Rovira Beleta : Marián
- 1974 : Whiskey e fantasmi d'Antonio Margheriti : Rosy
- 1975 : Olvida los tambores de Rafael Gil : Alicia
- 1976 : La espada negra de Francisco Rovira Beleta : Isabelle de Castille
- 1980 : Fortunata y Jacinta : Jacinta (série télévisée)
- 1984 : Últimas tardes con Teresa de Gonzalo Herralde : Teresa
- 1984 : Les Saints innocents de Mario Camus - Miriam
- 1989 : El niño de la luna d'Agustí Villaronga - Victoria